# Бејићи
Бејићи су насељено мјесто у општини Усора, Босна и Херцеговина.

## Историја
До рата је ово насеље било у саставу општине Тешањ.

## Становништво
|             | 2013.        | 1991.        |
| Укупно      | 233 (100,0%) | 424 (100,0%) |
| Хрвати      | 226 (97,00%) | 413 (97,41%) |
| Срби        | 6 (2,575%)   | 6 (1,415%)   |
| Остали      | 1 (0,429%)   | 3 (0,708%)   |
| Југословени | –            | 2 (0,472%)   |